# Virginia Gardens
Virginia Gardens ist eine Gemeinde im Miami-Dade County im US-Bundesstaat Florida. Das U.S. Census Bureau hat bei der Volkszählung 2020 eine Einwohnerzahl von 2.364 ermittelt.

## Geographie
Virginia Gardens befindet sich 4 km westlich von Miami und grenzt unmittelbar nördlich an den Miami International Airport. Im Norden grenzt die Gemeinde an Miami Springs.

## Demographische Daten
Laut der Volkszählung 2010 verteilten sich die damaligen 2375 Einwohner auf 949 Haushalte. Die Bevölkerungsdichte lag bei 2968,8 Einw./km². 90,7 % der Bevölkerung bezeichneten sich als Weiße, 2,7 % als Afroamerikaner und 1,7 % als Asian Americans. 2,8 % gaben die Angehörigkeit zu einer anderen Ethnie und 2,1 % zu mehreren Ethnien an. 77,3 % der Bevölkerung bestand aus Hispanics oder Latinos.
Im Jahr 2010 lebten in 33,8 % aller Haushalte Kinder unter 18 Jahren sowie 29,6 % aller Haushalte Personen mit mindestens 65 Jahren. 65,7 % der Haushalte waren Familienhaushalte (bestehend aus verheirateten Paaren mit oder ohne Nachkommen bzw. einem Elternteil mit Nachkomme). Die durchschnittliche Größe eines Haushalts lag bei 2,64 Personen und die durchschnittliche Familiengröße bei 3,27 Personen.
23,9 % der Bevölkerung waren jünger als 20 Jahre, 24,8 % waren 20 bis 39 Jahre alt, 29,9 % waren 40 bis 59 Jahre alt und 21,4 % waren mindestens 60 Jahre alt. Das mittlere Alter betrug 41 Jahre. 48,4 % der Bevölkerung waren männlich und 51,6 % weiblich.
Das durchschnittliche Jahreseinkommen lag bei 47.902 $, dabei lebten 5,7 % der Bevölkerung unter der Armutsgrenze.
Im Jahr 2000 war Englisch die Muttersprache von 71,66 % der Bevölkerung und spanisch sprachen 28,33 %.

## Verkehr
Durch Virginia Gardens führt die Florida State Road 948. Unmittelbar südlich der Gemeinde befindet sich der Miami International Airport.

## Kriminalität
Die Kriminalitätsrate lag im Jahr 2010 mit 81 Punkten (US-Durchschnitt: 266 Punkte) im niedrigen Bereich. Es gab zwei Körperverletzungen, sechs Einbrüche, 13 Diebstähle und sechs Autodiebstähle.